# Estación São Gabriel
La Estación São Gabriel está localizada en la Avenida Cristiano Machado, n.º 5.600, entre el Anillo de carreteras y la Vía 240 en el barrio homólogo, en la región noreste de Belo Horizonte. Es una terminal de transporte colectivo intermodal clasificada como de gran tamaño, integrando el metro y varias  líneas de autobús alimentadoras de las regiones noreste y norte de Belo Horizontes, además del municipio de Santa Luzia. Las líneas troncales y perimetrales atienden al corredor Cristiano Machado (66 y 80), Estación Barreiro (8350), Zoológico (8550) y la zona Hospitalaria (81).

## Metro
El Metro opera en la Estación, en un intervalo de 4 a 12 minutos

## Carretera
En 2009, la Prefectura de Belo Horizonte anunció el lugar de construcción de la nueva Carretera de Belo Horizonte, al lado de la Estación São Gabriel, esperándose que las dos terminales quedasen integradas. La previsión es que en julio de 2012 se iniciase la construcción y a finales de 2013 se concluyese. Con la inauguración de la carretera, se estima un aumento del movimiento en la Estación pasando de 60 a 100 mil pasajeros/día. [carece de informaciones] Actualmente, algunas líneas interestatales, durante los festivos donde hay muchas salidas de Belo Horizonte(como durante el carnaval), con el fin de retirar parte del tráfico de la actual carretera y, lógicamente, del área central, parten del sector oeste de la Estación desde ciudades de Minas Gerais a otras regiones de Brasil.